# Reports of the Princeton University Expeditions to Patagonia, 1896-1899

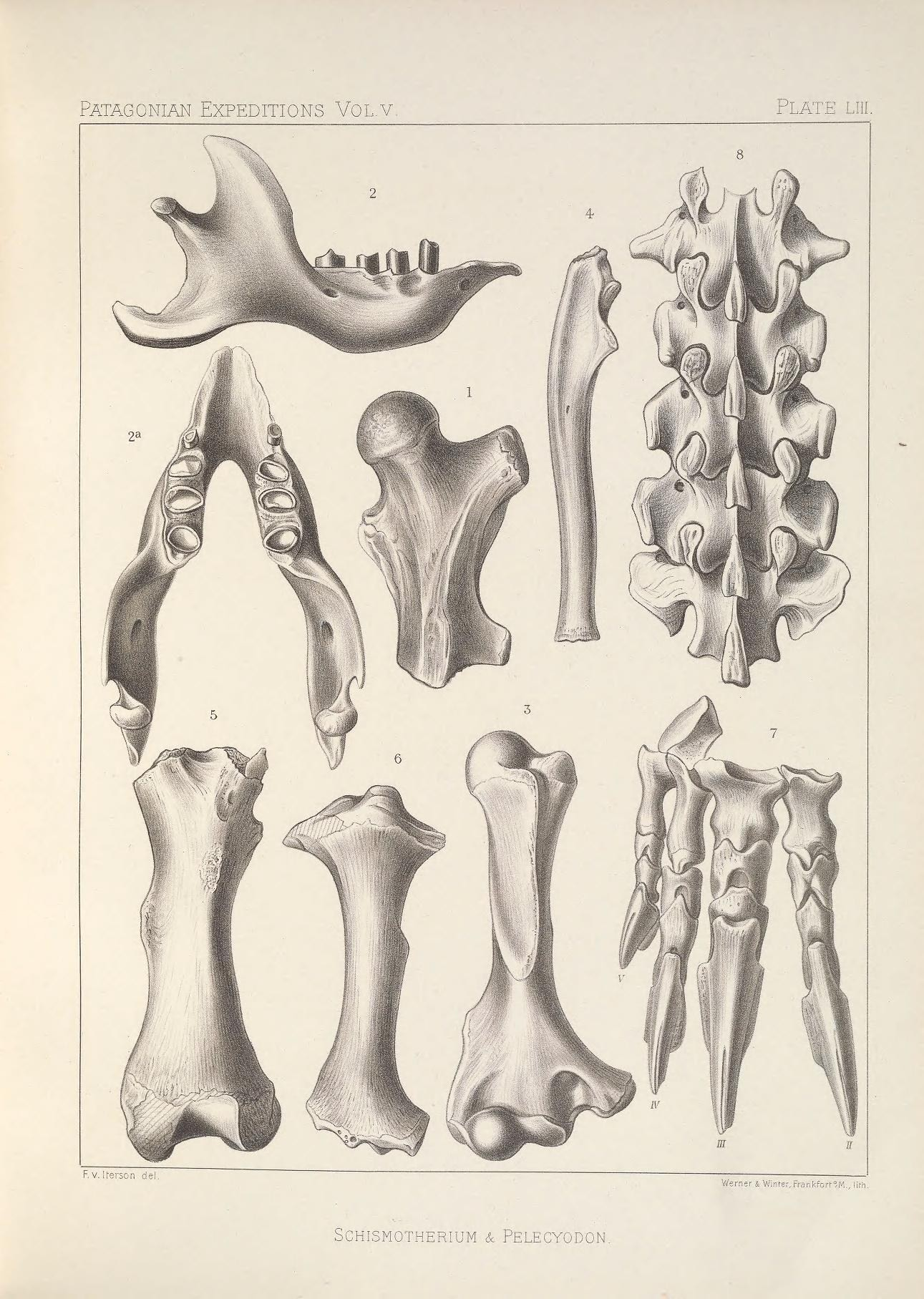
Ejemplo de ilustración fósiles que aparece publicada en Reports of the Princeton University Expeditions to Patagonia, 1896-1899. Autores: Hatcher, J. B.; Morgan, J. Pierpont.

Reports of the Princeton University Expeditions to Patagonia, 1896-1899 (abreviado Rep. Princeton Univ. Exped. Patagonia, Botany) es un libro ilustrado con descripciones botánicas que fue editado por el naturalista y profesor irlandés George Macloskie. Se publicó en tres volúmenes entre 1902 y 1914.
- Datos: Q9068105
- Multimedia: Reports of the Princeton University Expeditions to Patagonia, 1896-1899 / Q9068105
- Especies: Reports of the Princeton University Expeditions to Patagonia